# Restytucja gatunku

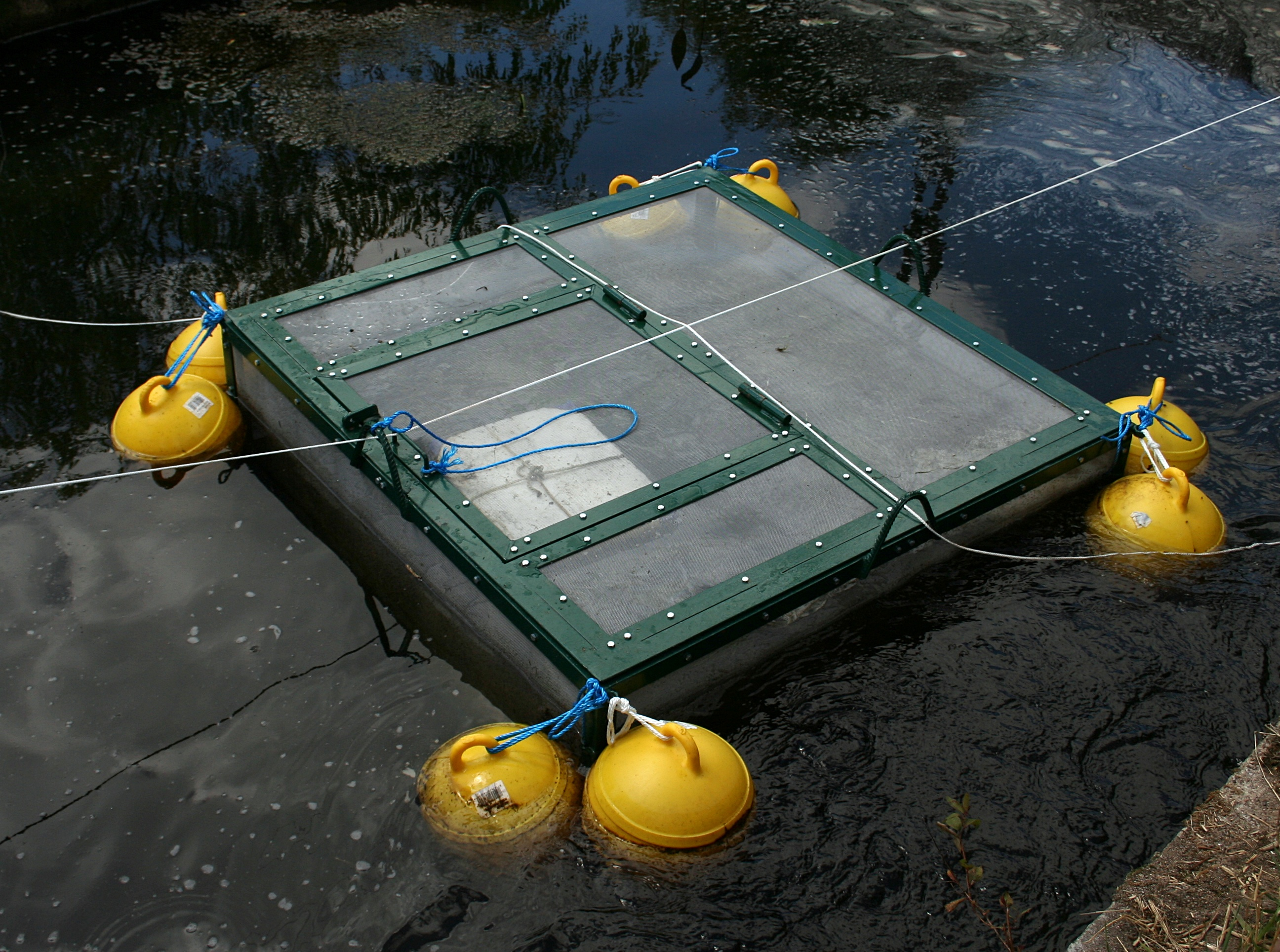
Zbiornik służący do reintrodukcji raka szlachetnego i jego restytucji na terenie Zaborskiego Parku Krajobrazowego

Restytucja gatunku (łac. restitutio – przywrócenie) – przywrócenie do jego naturalnego środowiska istnienia gatunku lub populacji zagrożonej wyginięciem.
Proces restytucji zwierząt polega na otoczeniu ich szczególną opieką zapewniającą właściwe warunki do rozmnażania i rozwoju oraz na odpowiednich zabiegach hodowlanych. Po prowadzonym najczęściej w hodowli rezerwatowej zwiększeniu liczebności zwierząt wypuszcza się je na wolność (reintrodukcja). Przykładem może być restytucja bobra europejskiego, konia Przewalskiego, szarytki morskiej (od 2001) i żubra europejskiego